# 面接

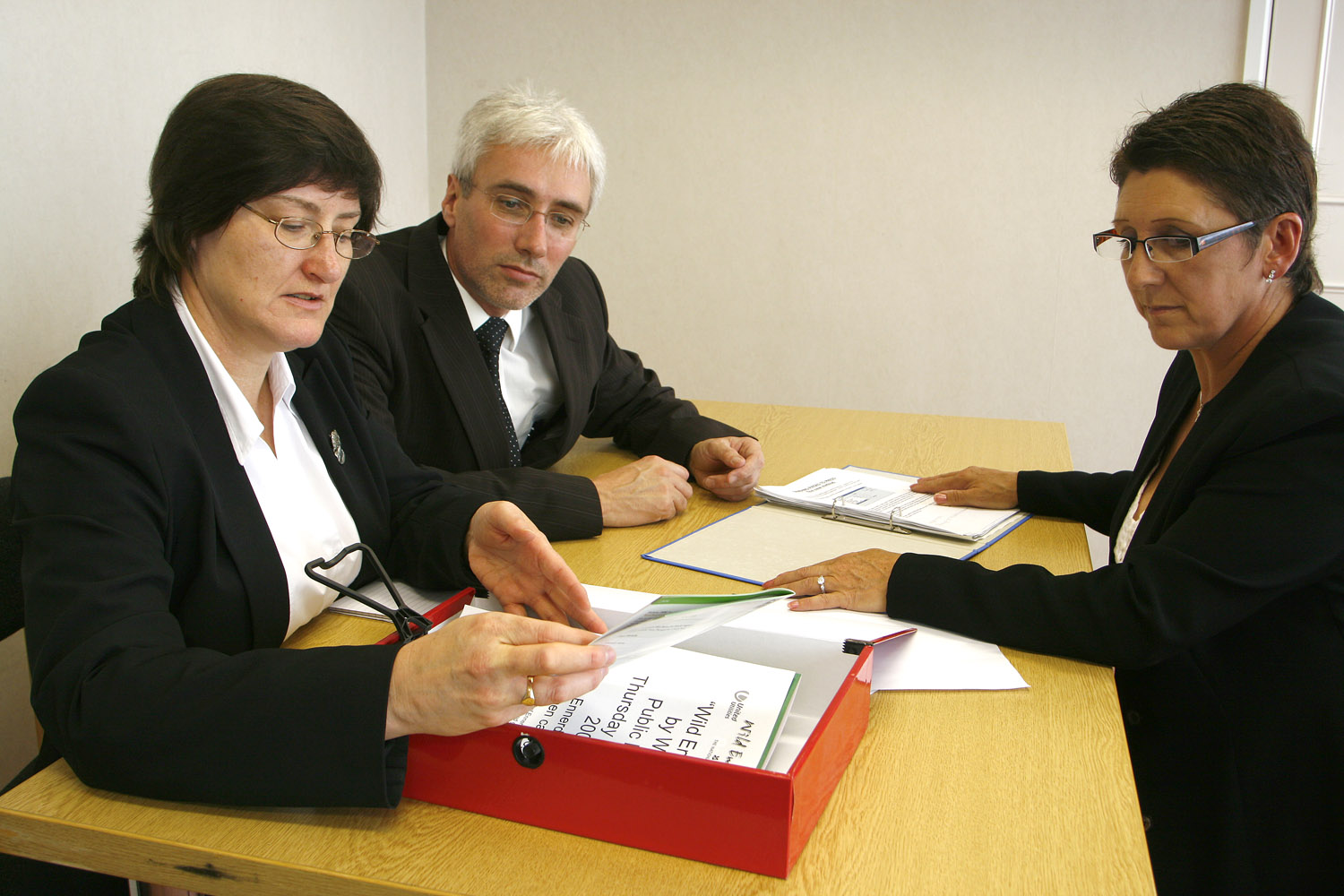
就職するための人事面接

面接（めんせつ）とは、人物像や能力を見たり聞いたりするために、直接会って対話などをする行為をいう。

## 概要
面接は、入学試験や就職・資格取得の一部など試験においてやカウンセリングや聞き取り調査などで用いられる行為である。
面接の目的は、書類や筆記でのアンケートないしテストでは判断ができない人物像や能力・思想などを、実際に会って見極める事にある。そのため、大抵の場合は氏名や住所・経歴などについて事前に書類やアンケートで調べ、ある程度は情報を仕入れたうえで面接を行うのが一般的である。こういった事前に当人から得られる情報のほか、当人に関係する・または専門に調査する第三者からも情報を収集する場合がある。これによって得られた情報を元に面談し、当人と対話してさらに詳しく調べる。
面接を行う場所は、事務所や会議室・応接室などの仕切られた空間（部屋）で行われることが多いが、喫茶店などの飲食店で行う場合もある。実技能力を見極める場合には、実作業を行える環境が用意されている場合がある。なお、近年では海外や遠隔地で交通費が多額になるなど、実際に面と向かって面接を行うことが困難な場合に、インターネット回線を通じてカメラで動画を互いに配信し合いながら面接を行うケースもまれに存在する。
こうやって得られた情報は、面接を行った側が印象として脳裏に留めるに終わるか、第三者の便に即するように所定の書式で書類化されるかは面接の目的にもよって様々ではあるが、その多くではより多くの者を面接するうえで質問事項や様式が定型化されており、面接を受ける側が示した様々な反応は、何らかの形で記録される。
「面接」という言葉の歴史は浅く、旧日本海軍軍人だった松田千秋が総力戦研究所メンバーを採用する際のシステムを「面接」と提唱したのが由来とされる。
「面談（めんだん）」と混同されることもあるが、「面談」の方は両者がお互いに話し合うという点でまったく別の意味である。

## 面接試験
面接試験では、学校や企業が受験者に直接会って質問する試験方法の1つである。質問に対する答えの内容、受け答えの仕方や態度について評価をする。形式は、応募者と1対1で対話する個人面接や、複数の応募者と対話する集団面接ないしグループディスカッションがある。幾つもの方法があるのは、より多くの情報を面接を受ける側から引き出すためである。ただし、集団面接は他人の個人情報を知り得てしまう問題点があるので、近年はあまり行わないことが多い。

### 入学試験での面接
入学試験における面接は、主に推薦入学で実施されるが、特に私立学校の場合は一般選抜でも行われることがある。回数はたいてい1回である。私立幼稚園や小学校で入園・入学試験が課せられる場合は、児童だけでなくその保護者に対しても面接が行われることがある。
個人情報保護との関連により、大学入試に際しては全国高等学校校長会から次のような問題については質問をしないで欲しいという申し入れがあり、ほとんどの大学ではそれに対応した扱いをしている。禁止される質問は以下の通り。
- 本籍
- 保護者、家族及び保証人との続柄、その人の学歴、職業、勤務先、職種、役職、収入
- 家族の資産、生活環境、宗教と信条、思想
- 本人の思想、信条、宗教、支持政党、尊敬する人物、短所

なお、面接では当人の自発性や積極性・理解力などが評価の対象となるが、場合によっては集団で一定の場に置き、周囲の者との相互関係を観察するなど、当人が面接を行う側に直接的に帰す態度と平行し、周囲に示す態度なども評価の対象となる場合もある。

### 就職・転職での面接

#### 新卒採用
民間企業の正社員採用のほか、公務員試験や教員採用試験においても、ほとんどすべてにおいて面接が行われる（ただし、日雇いの交通量調査など非正規雇用で雇われる場合は電話先着順や書類選考だけということもある。また、サイバーエージェントはエンジニア職を対象にプログラム作成能力のみで採否を決定し、面接を行わない「コード採用」という採用方法を導入している。他にも、年度によっては「じゃんけん」で採否を決める企業も存在した。）。大企業では複数回面接し、最初の段階で採用担当者（人事部）が、最終面接では役員が面接に当たることが多い。中小企業では雇用の権限がある社員（オーナー、社長、店長など）が一度だけ面接をして決めることもある。特に国家公務員の採用試験では筆記試験合格後官庁訪問をして省庁ごとの数次の面接を受ける必要がある。
面接担当者によっては、応募者・受験者に対して故意に高圧的な態度を取ったり、受験者の嫌がる内容を質問するいわゆる「圧迫面接」を行う場合もある。この手法はプレッシャーや予測できない事態への反応、不条理・理不尽な状況に対してどう対応するか見たい場合に行われる。こうした手法の中には侮辱や名誉毀損などに相当するものも多数見受けられ、絶対的に弱い立場の受験者を愚弄するかのような面接手法には批判もあるが、業務に求められる資質を見出すうえで必要だという理由付けから行われる。ただし、これは受験者の受け取り方次第でもある。
何人かの受験者と共にグループディスカッションを行い、時事問題などをテーマとして話し合い、その発言や議論の進め方などを見て評価する手法もある。他者との関係をどう構築するかや、テーマへの参加に対する積極性、あるいは他者の意見を汲み取る理解力などが観察される。テーマは採用される業務に関係しない場合もあるが、その多くでは新聞などで情報収集が可能な範疇である。
近年、採用活動において「コミュニケーション能力」の重視を標榜する企業や官公庁も多く、就職試験の際に筆記試験より面接が重視される傾向が強くなっている。1990年代後半以降、大学やハローワークが就職率向上という名目で「面接対策セミナー」、「コミュニケーション能力養成講座」などを学生に行うことも増加した。

#### 経験者採用（中途採用）
経験者採用の場では、職務経歴書と面接が重視される。筆記試験が行われることは比較的少ない（一部の企業では行っている）。というのは、企業が経験者に求めているのは、入社直後からバリバリと実務をこなしてゆくこと、実際に期限内に具体的任務を遂行して企業の収益・利益に貢献すること（例えば営業職ならば実際に売上をあげること）、実行力であり、単なる「言葉による知識」だけでは全然役に立たず、ペーパーテストがあまり意味を持たないことが多いからである。あるいは、言葉レベルの知識に関しても、細分化された専門領域で要求される知識に関しては何らかの資格試験が存在していることも多く、特定の資格を取得していることをもってその分野の知識を修得していることが確認できるためでもある。通常、面接では応募者の過去の実務経験、実績、修得済みのスキル、入社後に実行可能なことなどが問答形式で確認されると同時に、書類だけでは現れにくいオーラルコミュニケーション能力、人格面・性格面も総合的に見極めるということが行われている。

### 志望動機についての深掘り
就活の面接において、面接官から「あなたのやりたいことは他社でも実現できるのではないですか？」などと志望動機の深掘り質問をされる場合がある。これは自分が語った志望動機では、面接官の求める情報を的確に伝えられなかった可能性が高い。
そのため深掘り質問をされたときにスラスラと回答できなければ、「この子は自己分析・企業研究が足りていないんだな」とマイナスな印象を与えてしまう。
もちろん一発で面接官を納得させられる志望動機を考えられればよいが、一度も経験がない仕事への志望動機を深く語るのは難しいと感じている学生もいる。
調査によれば、雇用可能か否かの分かれ目は情熱だという。

### 面接試験への批判
市川伸一（認知心理学者、教育心理学者）は和田秀樹（精神科医）との対談において東京大学理科III類の面接試験導入に決して賛成ではない、との自身の考えを明らかにしている。その理由として、「短時間の面接で、そこまで人を見抜くことはできないと思うからです」と言い、「面接対策などは、学校が「面接の心得」くらいのものを渡して一、二度練習するくらいのことで充分だと思っています。」と述べている。
それを受け、和田秀樹は面接試験導入時の医学部長の「教えたい人間だけを採りたい」という発言を「薄気味悪いほどの自信」と称しつつ、「ああいう人を見ているから余計に面接に不信感を持ってしまうのです」、「われわれ精神科医から見ると、あれだけ人物評定に自信を持っているのを見ると、むしろ選ぶ側がパラノイアなのではないかと心配するわけです。」と酷評している。
和田の発言に対し、市川は「社会心理学の内容にもからむ話」と断りつつ、「ほとんどの人は、『自分には人を見る目がある』と思い込んでいる」「ある程度知的な人は、ますますそうでしょう。「ちょっと見れば、どんな人であるか、どんな人になるか、高い確度で推測できる」と。」と述べ、面接試験の確度に疑問を呈している。
それらの対談の総括として、和田は「会社の入試面接など」も同様であろうと言いつつ、「現在崩れつつあるとはいえ、終身雇用社会の日本で、不完全な面接の犠牲になってチャンスを摘まれてしまう人がたくさんいるのは残念なことですね。」と述べ、現行の面接重視の採用試験を批判している。
面接希望者だけが言動に気をつけるのではなく、企業側も言動には十分注意しなければならない。面接担当者が面接希望者に不採用をすでに決めているということを前提として無礼な振る舞いをしてしまうことが多い（容姿のことを言う、自分たちの職業内容のことを話さず一方的に不採用を言い渡す、面接希望者に「志望の動機は何ですか？」などと振っておきながらまったく聞く姿勢を見せないなど）。まだ採用していない状況下では、面接希望者はあくまでも「お客様」であることを忘れてはいけない。面接時にあまりにも無礼に振る舞うと面接希望者は不快感を覚え、それが短期間の間に広まってしまう（最初こそは面接時に無礼な振る舞いをされたと言っていても、次第に“あそこの会社の対応が悪い”と簡略された言葉になってしまい、いつの間にか企業の評判の低下・信頼の低下につながってしまう）。
服部泰宏によれば、面接による選考は科学的に妥当性が低いとしている。

### 面接を廃止する企業
上記のように面接についての懐疑的な見解もあり、「非効率」「求める人材を見落としてしまう」などの理由から、近年では面接を廃止する企業も増えている。

## 面接調査
面接調査では、試験とは違い何らかの可否を決定するものではなく、個人を通して様々な情報を収集するために行われる。いわゆる「街頭アンケート」や「市民の声」などはその卑近な例であるが、面接調査では無作為に抽出した者に対する場合と、あらかじめ選抜した者に対する場合もあるが、どちらも面接相手を通して様々な事象に対するデータを収集するのが目的である。
このデータは統計的な手法で扱いやすいよう、あらかじめ定型の質問が設定されていることも多いが、例えば所定の質問に対してある方向が示されたら、その方向でさらに次の設問を用意するなど、いくつにも分岐している質問が用意される場合もある。また、詳細を得たい質問には、対話を通して相手が何を思っているかなどをより詳しく説明するよう促す場合もある。ただ、質問の仕方では回答者の答えが質問者に誘導されてしまうこともあるため、あらかじめ設問の内容はよく配慮する必要がある。